# TAPポルトガル航空
TAPポルトガル航空（英語: TAP Air Portugal）は、リスボンを本拠地としているポルトガルの航空会社である。

## 概要

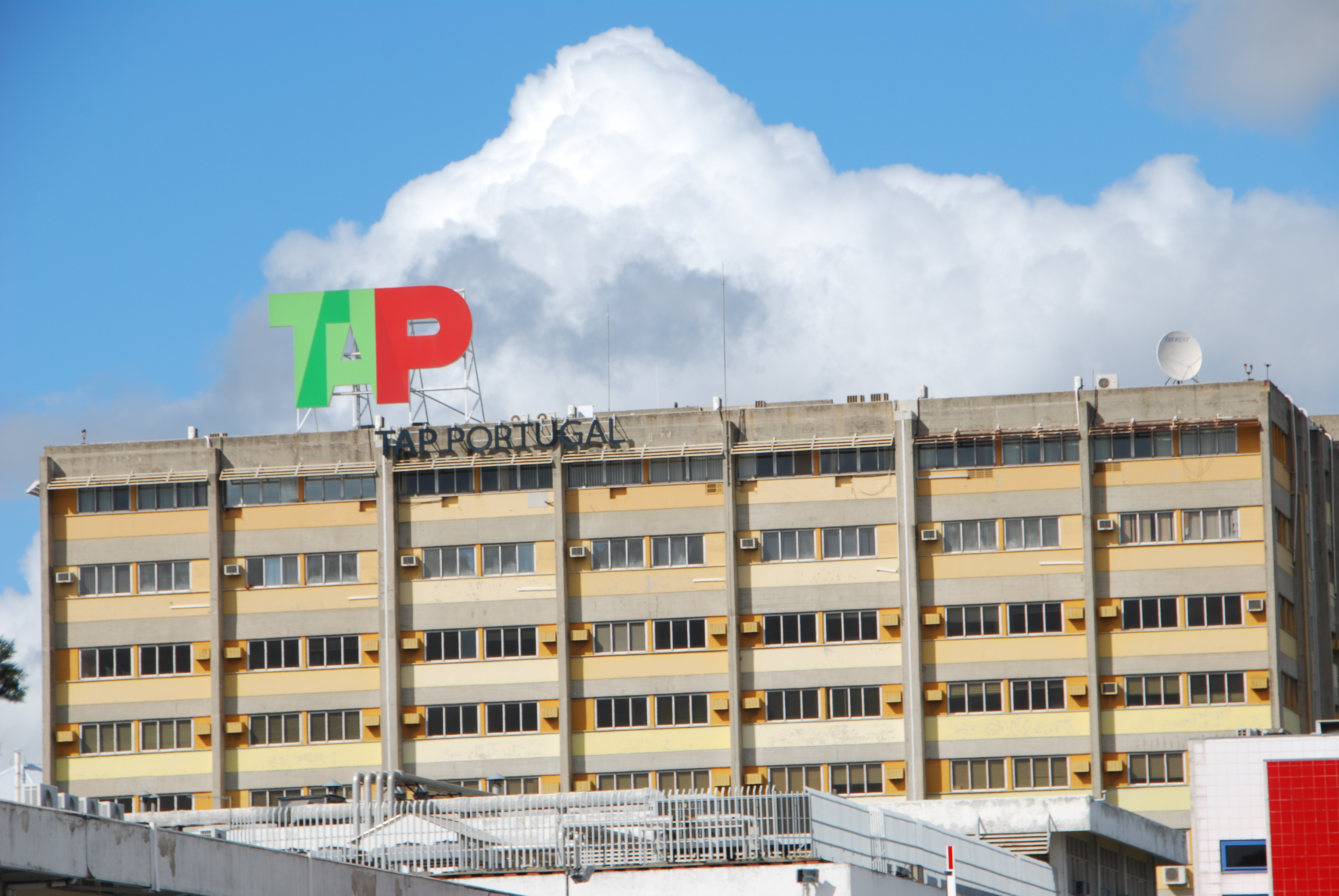
TAPポルトガル航空本社

ポルトガルのフラッグ・キャリアで、ヨーロッパ、アフリカ、及び北米と南米への路線の運航を行っており、特にポルトガル語圏であるブラジル路線については地方都市や首都ブラジリアなど他の欧米航空会社が就航していない都市にまで路線網を充実させている。現在9750人のスタッフが働いている。また元植民地であった諸国を中心とした他の航空会社の株主でもある：ポルトガリア航空(99.81%)、Air Sao Tome e Principe (40%)、Linhas Aereas de Sao Tome e Principe (40%) 及び マカオ航空 (15%)。

## 歴史
- 1945年3月14日、Transportes Aereos Portugueses (TAP) （ポルトガル航空輸送）という名称で、国営企業として設立された。
- 1946年9月19日、2機のダグラスDC-3型機を使用して、リスボン-マドリード間で商業運航を開始。
- 1946年12月31日、ルアンダ、アンゴラ及び ロレンソ・マルケス（現・マプト）、モザンビークを含む、12ヵ所に寄航するサービス、Linha Aérea Imperial を始めた。
- 1947年、リスボン-ポルト間で国内線の運航を開始。

- 1947年、サントメ、ロンドン、1948年にはセビリア、パリに就航するなど路線網を拡大。
- 1947年、ダグラスDC-4を4機導入。

- 1953年に民営化された。
- 1955年後半、4発プロペラ機のロッキード・コンステレーションを導入。
- 1955年、ブラジル・リオデジャネイロへの大西洋横断飛行実験を成功させる。
- 1960年、パネア・ド・ブラジル（英語版）、ヴァリグ・ブラジル航空と共同で、ブラジル・ポルトガル間での航空サービス「フレンドシップフライト（英語版）」を開始し、リオデジャネイロに就航。
- 1962年7月、初のジェット機として、フランス製双発ジェット機のシュド・カラベルを3機導入。1965年には、ボーイング707、1967年にはボーイング727を導入するなどジェット機導入を推進し、1967年には、ヨーロッパの航空会社で初めて、機材をジェット機で統一した[1]。
- 1966年6月17日、ボーイング707を使用したブラジルへの単独運航便の運航を開始。

- 1969年、初のアメリカ路線として、サンタマリア島経由でニューヨークに就航した。1971年にはボストンにも就航。
- 1972年、ボーイング747-200型機を導入。
- 1974年、予約、積載管理、チェックイン業務に、コンピューター化されたシステム「Tapmatic」を導入した。
- 1974年4月25日のカーネーション革命をうけ、1975年に、TAPは公共企業  (Empresa Pública) となり、再度国営化された。
- 1979年、社名をTAPポルトガル航空に変更。
- 1981年、機内誌の発行を開始。
- 1983年、短距離路線でボーイング737-200の運航を開始した。
- 1985年3月14日、40周年を記念し、TAPポルトガル航空の博物館が開業した。
- 1985年、チャーター子会社として、エア・アトランティス（英語版）を設立。
- 1988年、世界で初めて、衛星接続を介したデータ通信を開始した。
- 1994年、デルタ航空と北大西洋路線においてコードシェアを開始。（スターアライアンスに加盟する2005年まで）

- 1996年、公式ホームページを開設。
- 1990年代後半、老朽化したボーイング727、ボーイング737を売却し、エアバスA319、A320、A321に置き換え、1995年にはロッキード L-1011 トライスターをエアバスA340に置き換えた。最終的に、保有機材を全機エアバス機に統一した。
- 1997年、スイス航空と戦略的提携を締結。スイス航空が株式34%を保有することとなった。また、スイス航空が主導する航空連合クオリフライヤーのメンバーとなった。なお、結局スイス航空の財政難により、株式購入が中止されたことを受け、提携を解消することとなった。
- 2005年2月、TAP Air Portugal から TAP Portugalへ社名変更を行った。

- 2005年3月14日、創立60周年を迎え、同日、世界最大の航空連合スターアライアンスに加盟。
- 2005年、スターアライアンス加盟により、デルタ航空との提携を打ち切り、ユナイテッド航空との提携を開始。
- 2006年、ポルトガルの地域航空会社ポルトガリア航空を買収し、子会社化。
- 2006年、アメリカ・ポルトガル間路線において、ユナイテッド航空に加え、USエアウェイズともコードシェア契約を開始した。
- 2007年、北大西洋条約機構(NATO)に、整備・修理分野において、最優秀賞を受賞。
- 2007年7月、元植民地であったブラジルの首都のブラジリアへ初の直行便を就航。
- 2008年、1970年代から使用してきたTapmaticを廃止し、予約管理システムをアマデウスが管理するAltéaシステムに移行した。
- 2012年、ポルトガル金融危機を受け、民営化を発表。2014年に民営化された。
- 2015年10月、新政府が成立し、再国有化の方針を発表。
- 2016年、子会社のポルトガリア航空を、TAP Expressにブランド変更した。
- 2016年6月、ニューヨーク/JFK、ボストン路線をエアバスA330-200で再開した。
- 2022年、ポルトガル政府が再民営化計画を発表した。

## 就航路線
ポルトガル国内
- ファロ、マデイラ、ホルタ、リスボン、ピコ、ポンタ・デルガダ、ポルト、ポルト・サント、テルセイラ

アフリカ
- ルアンダ、マプト、サル、プライア、ビサウ、アクラ、サントメ、ダカール、ヨハネスブルグ、ケープタウン

ヨーロッパ
- ブリュッセル、ザグレブ、プラハ、コペンハーゲン、パリ (シャルル・ド・ゴール空港、オルリー空港)、フランクフルト、ハンブルク、ミュンヘン、ブダペスト、ボローニャ、ミラノ (リナーテ空港、マルペンサ空港)、ローマ、ヴェネツィア、ナポリ、ルクセンブルク、アムステルダム、オスロ、バルセロナ、マドリード、テネリフェ、ストックホルム、ジュネーヴ、チューリッヒ、ロンドン (ガトウィック空港、ヒースロー空港)

北アメリカ
- ニューアーク、ボストン、マイアミ、ワシントンD.C.

南アメリカ
- ベレン、ベロオリゾンテ、ブラジリア、フォルタレザ、ナタール、ポルト・アレグレ、レシフェ、リオデジャネイロ、サルヴァドール、サンパウロ、カラカス

## 事故
- TAP ポルトガル航空425便墜落事故

## 機材
TAPポルトガル航空が発注したボーイング社製航空機の顧客番号（カスタマーコード）は82で、航空機の形式名は727-282,  737-382, 747-282Bなどがあった。
なお、現在の保有機材は全てエアバス製である。

### 保有機材
| エアバスA319-100  | 3  | -  | -  | -  | 144 | 144 |                            |  |  |
| エアバスA320-200  | 14 | -  | -  | -  | 174 | 174 |                            |  |  |
| エアバスA320neo   | 15 | 10 | -  | -  | 174 | 174 |                            |  |  |
| エアバスA321-200  | 3  | -  | -  | -  | 216 | 216 |                            |  |  |
| エアバスA321neo   | 10 | 10 | -  | -  | 216 | 216 |                            |  |  |
| エアバスA321LR    | 13 | 10 | 16 | 42 | 113 | 171 |                            |  |  |
| エアバスA330-200  | 3  | -  | 25 | -  | 244 | 269 |                            |  |  |
| エアバスA330-900  | 19 | 2  | 34 | 96 | 168 | 298 | ローンチカスタマー         |  |  |
| TAPエクスプレス   |    |    |    |    |     |     |                            |  |  |
| エンブラエル E190 | 12 | -  | -  | -  | 106 | 106 | ポルトガリア航空による運航 |  |  |
| エンブラエル E195 | 7  | -  | -  | -  | 118 | 118 | ポルトガリア航空による運航 |  |  |
| 合計              | 99 | 22 |    |    |     |     |                            |  |  |

### ギャラリー

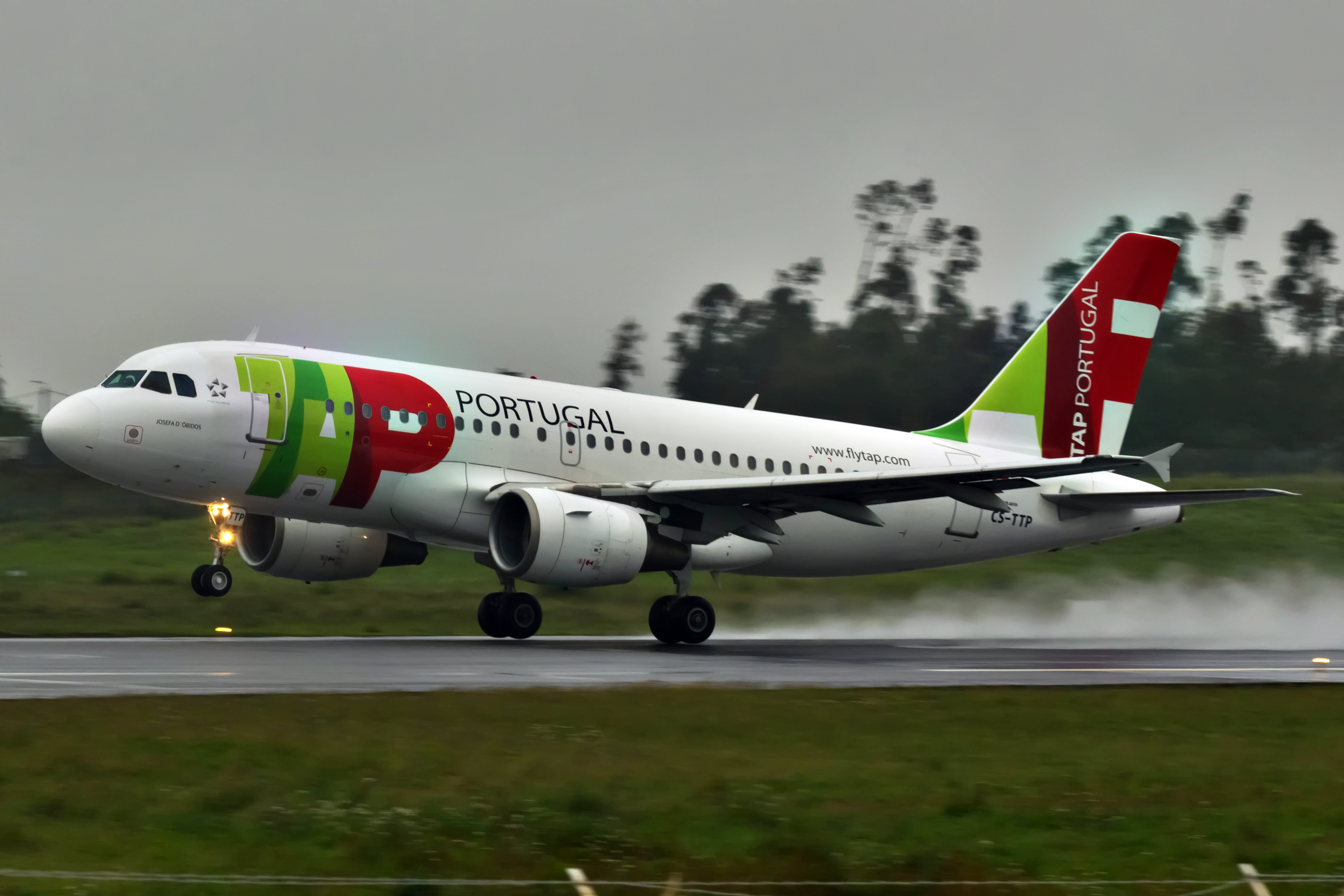
エアバスA319-100
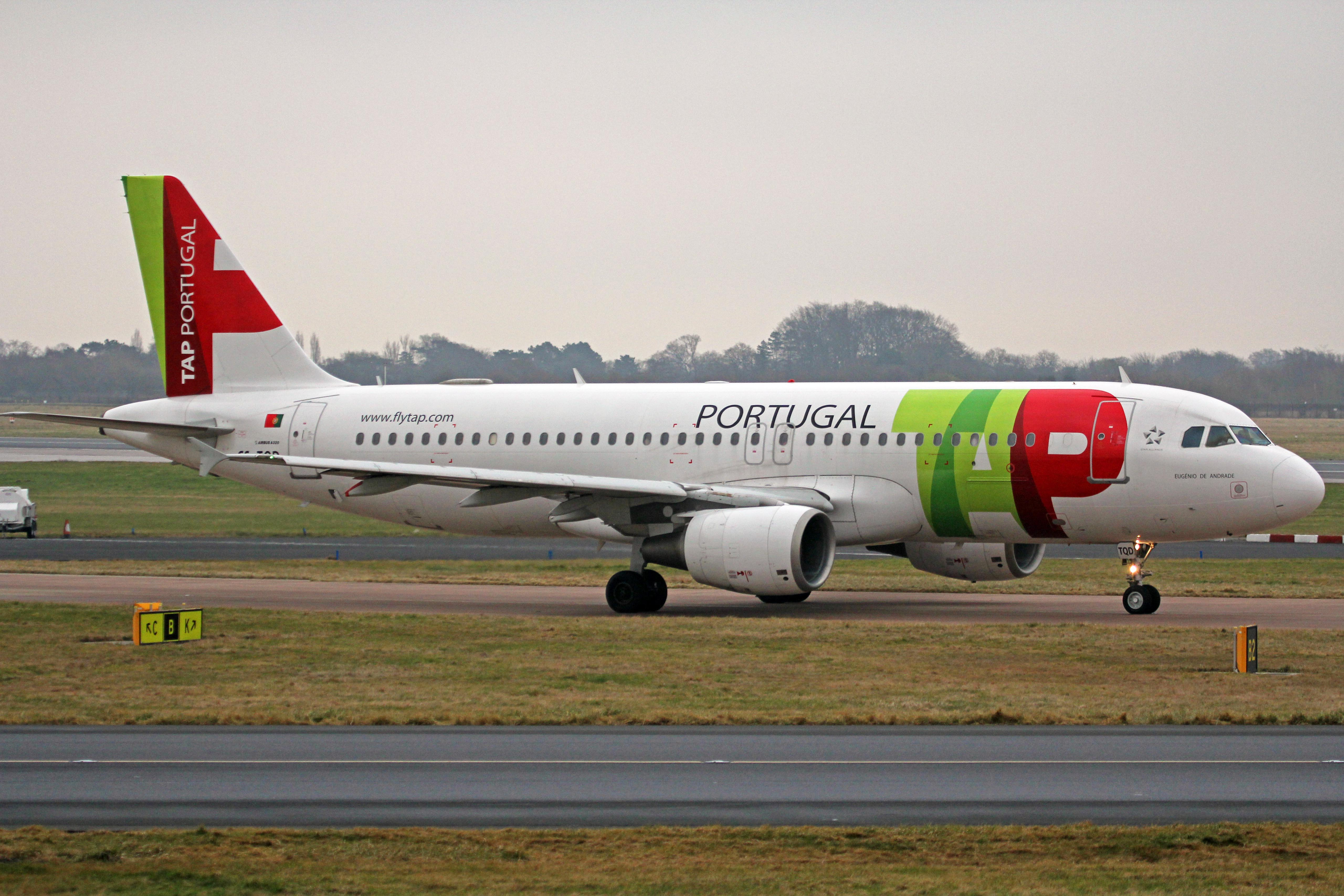
エアバスA320-200
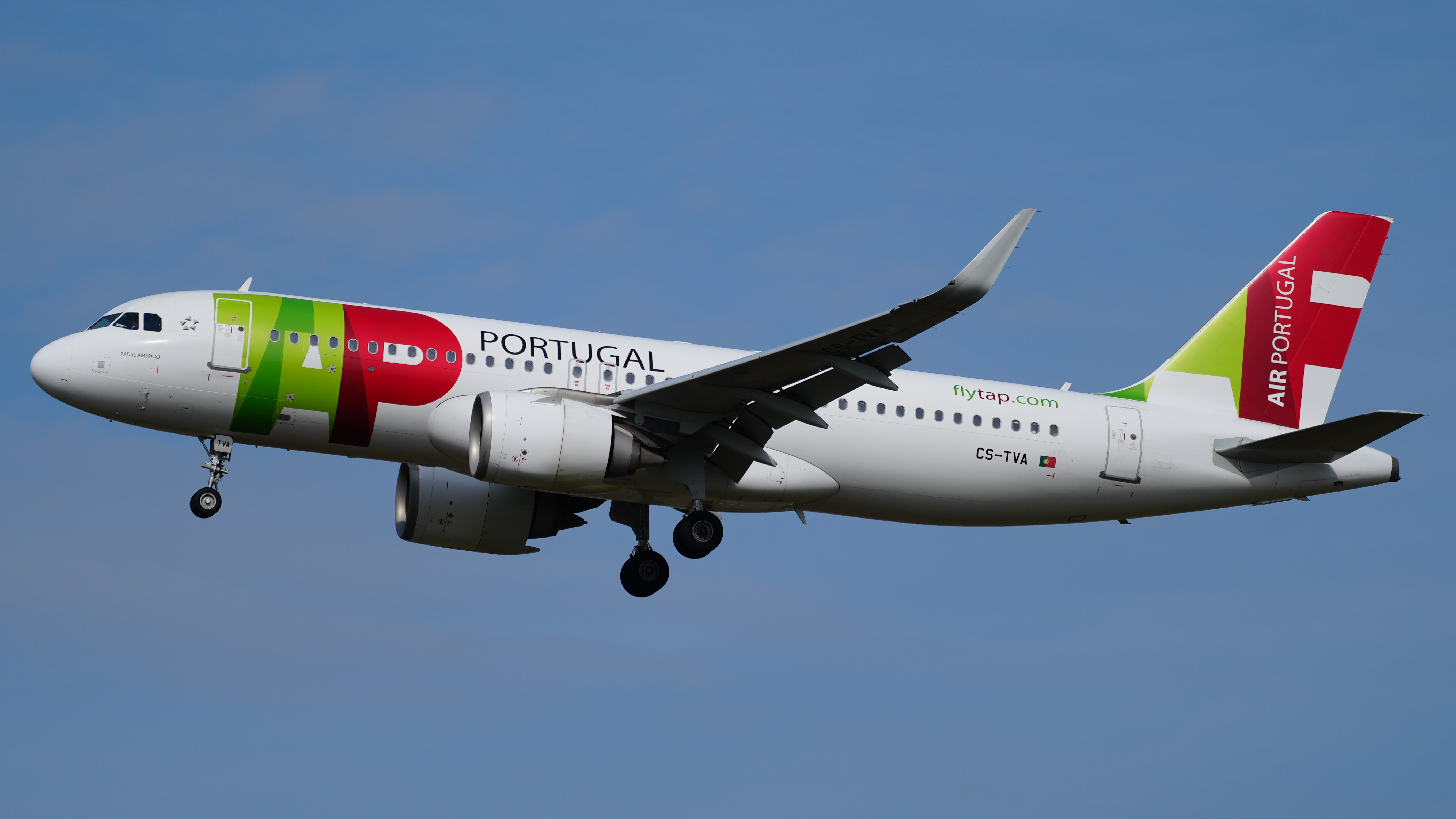
エアバスA320neo
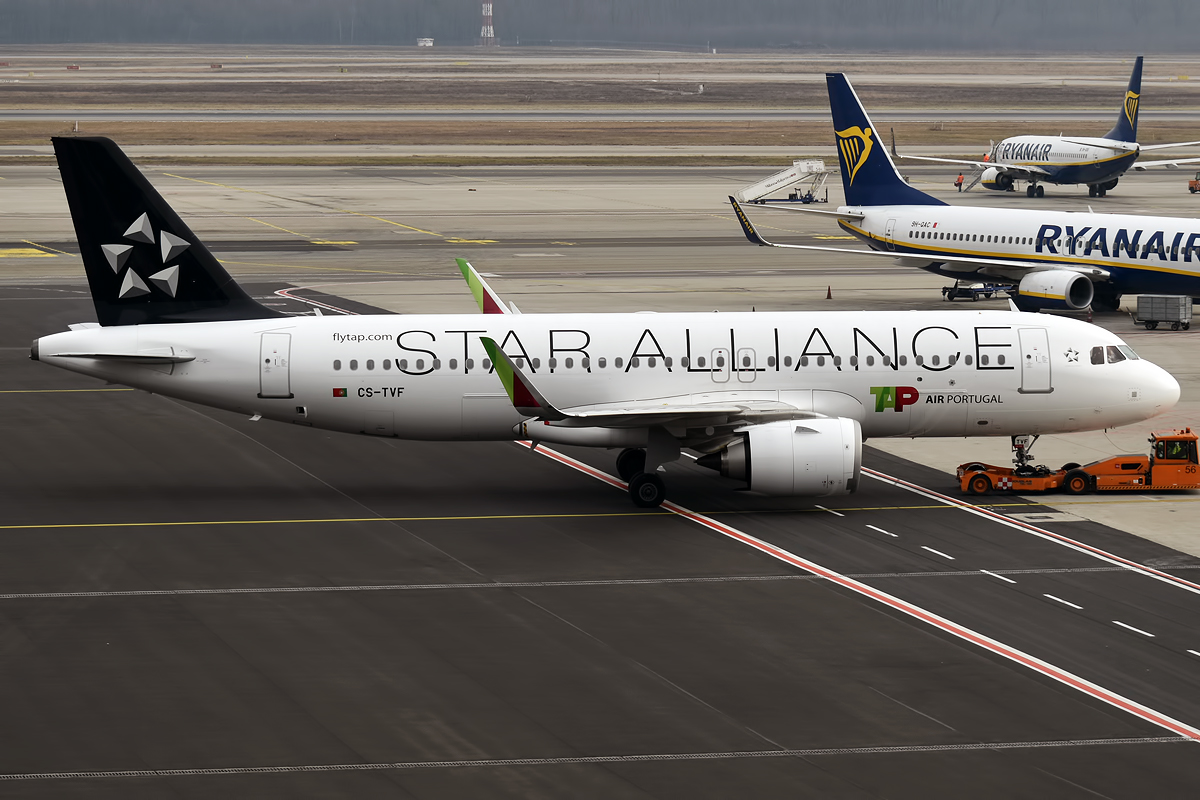
エアバスA320neo（スターアライアンス塗装）
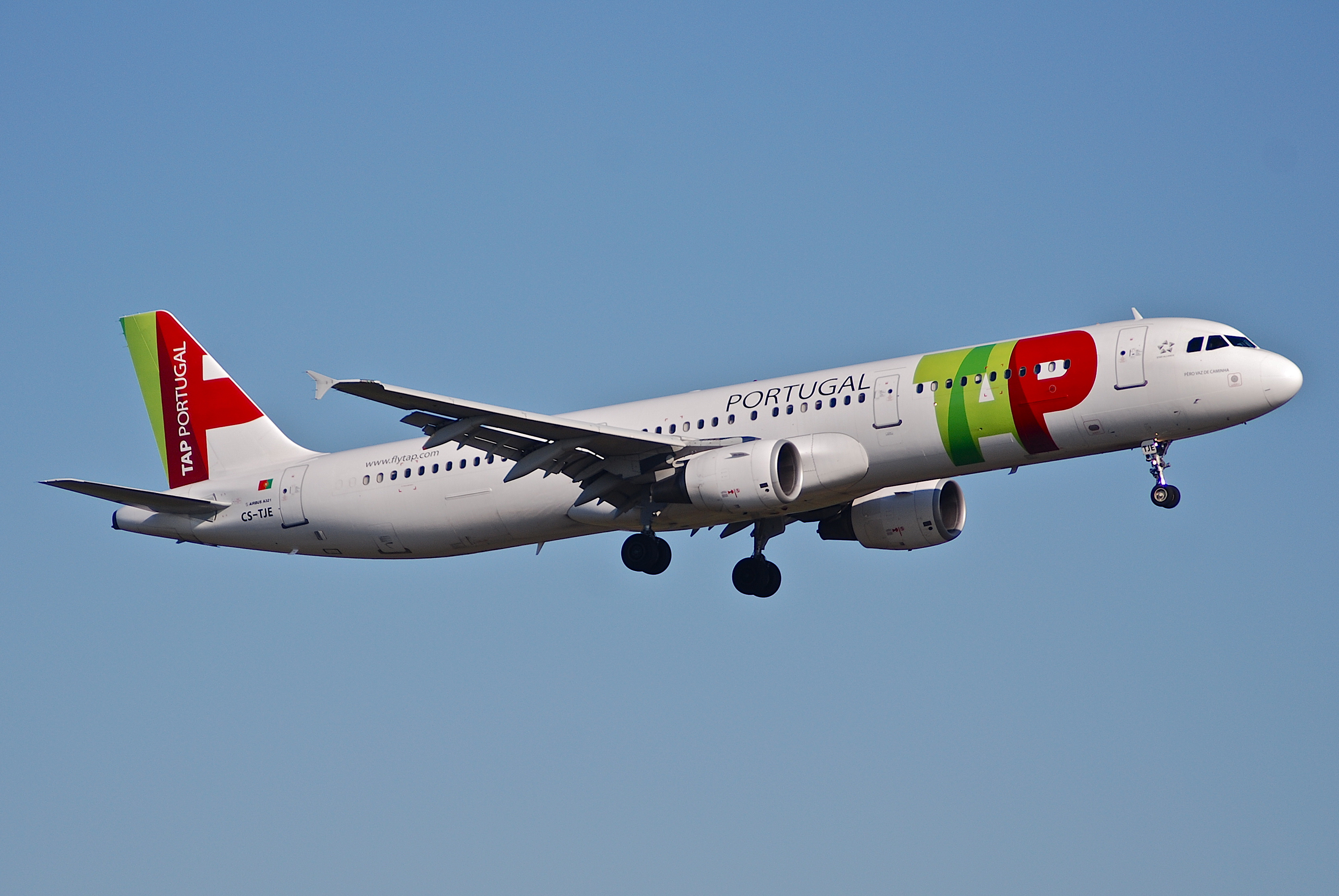
エアバスA321-200
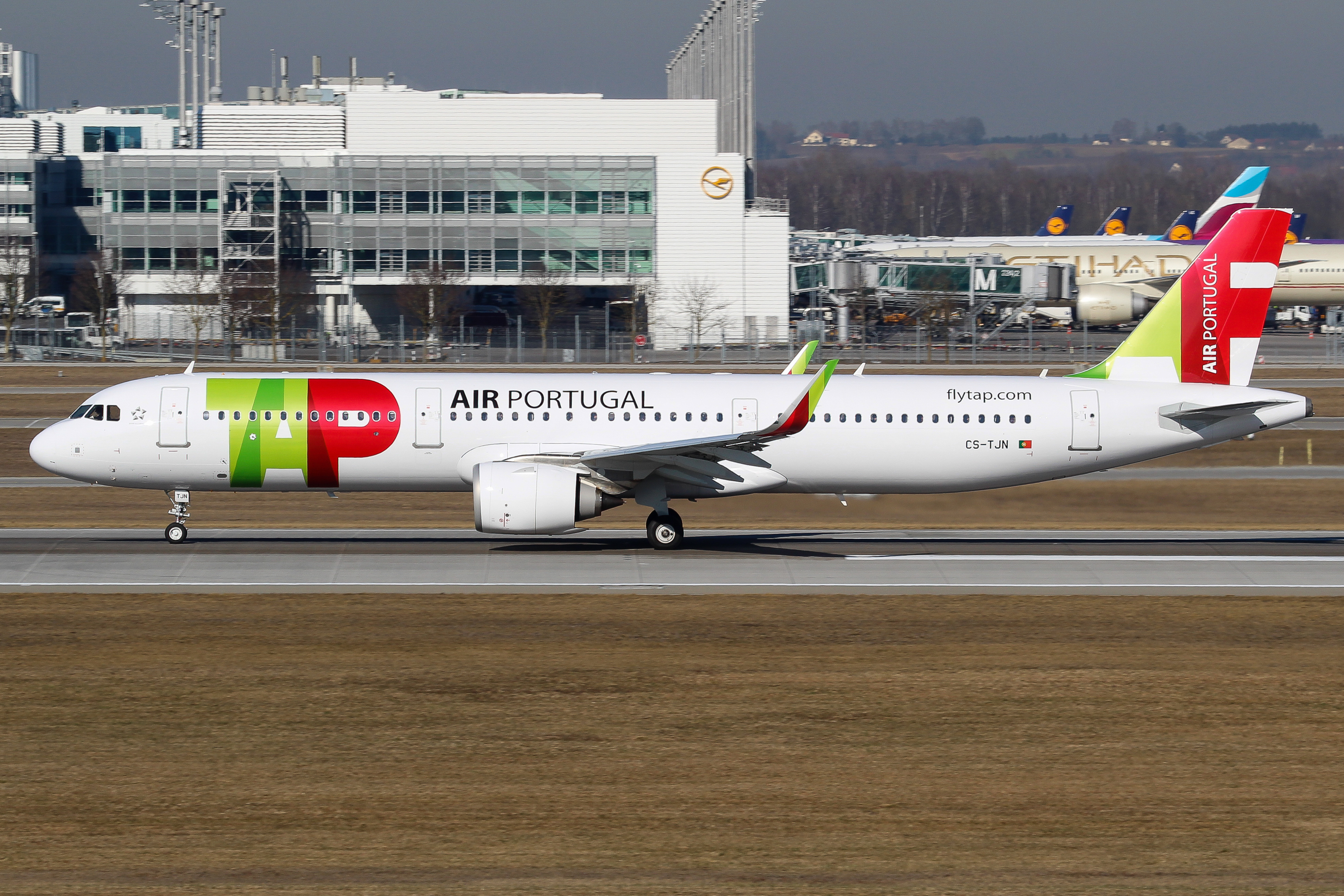
エアバスA321neo
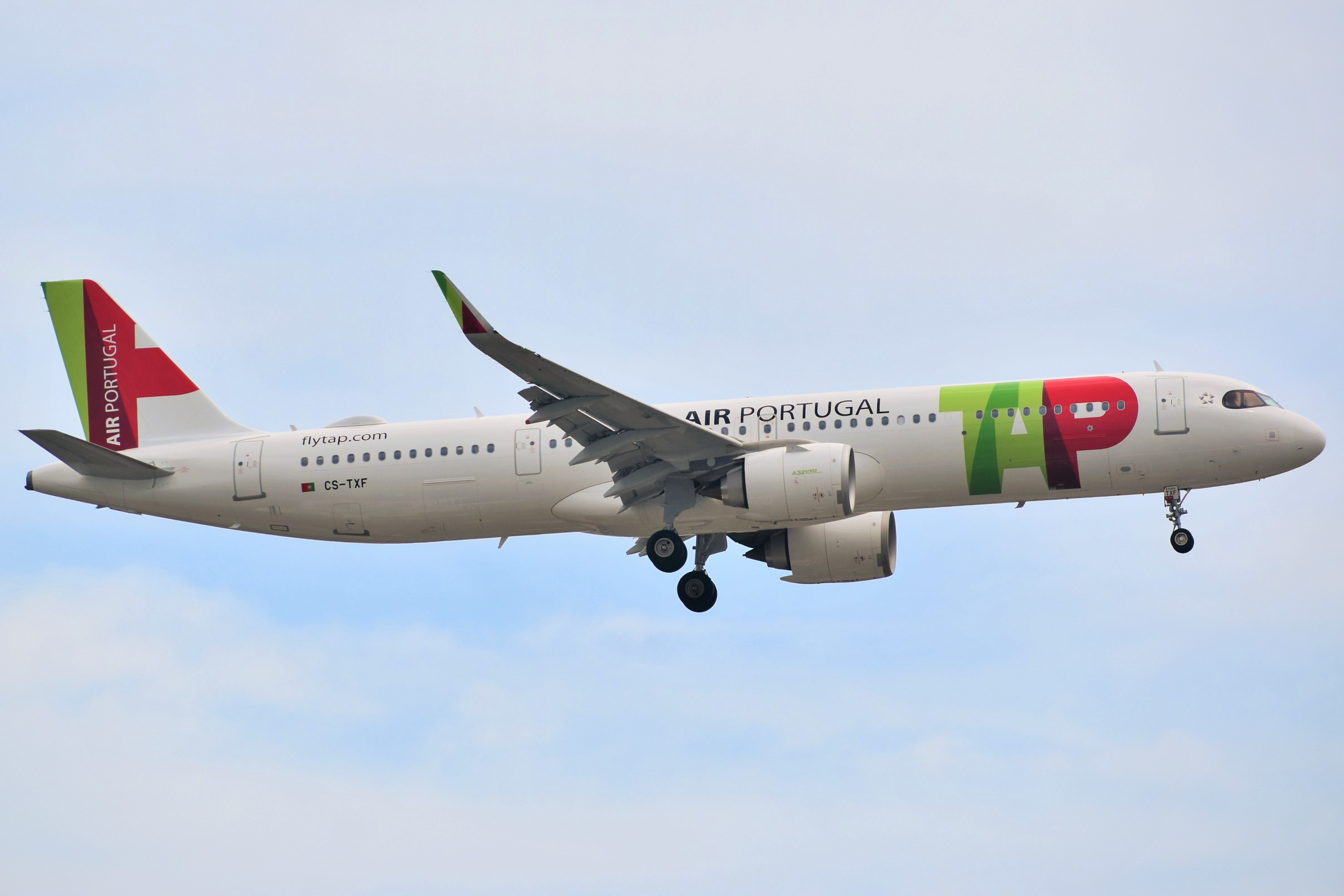
エアバスA321LR
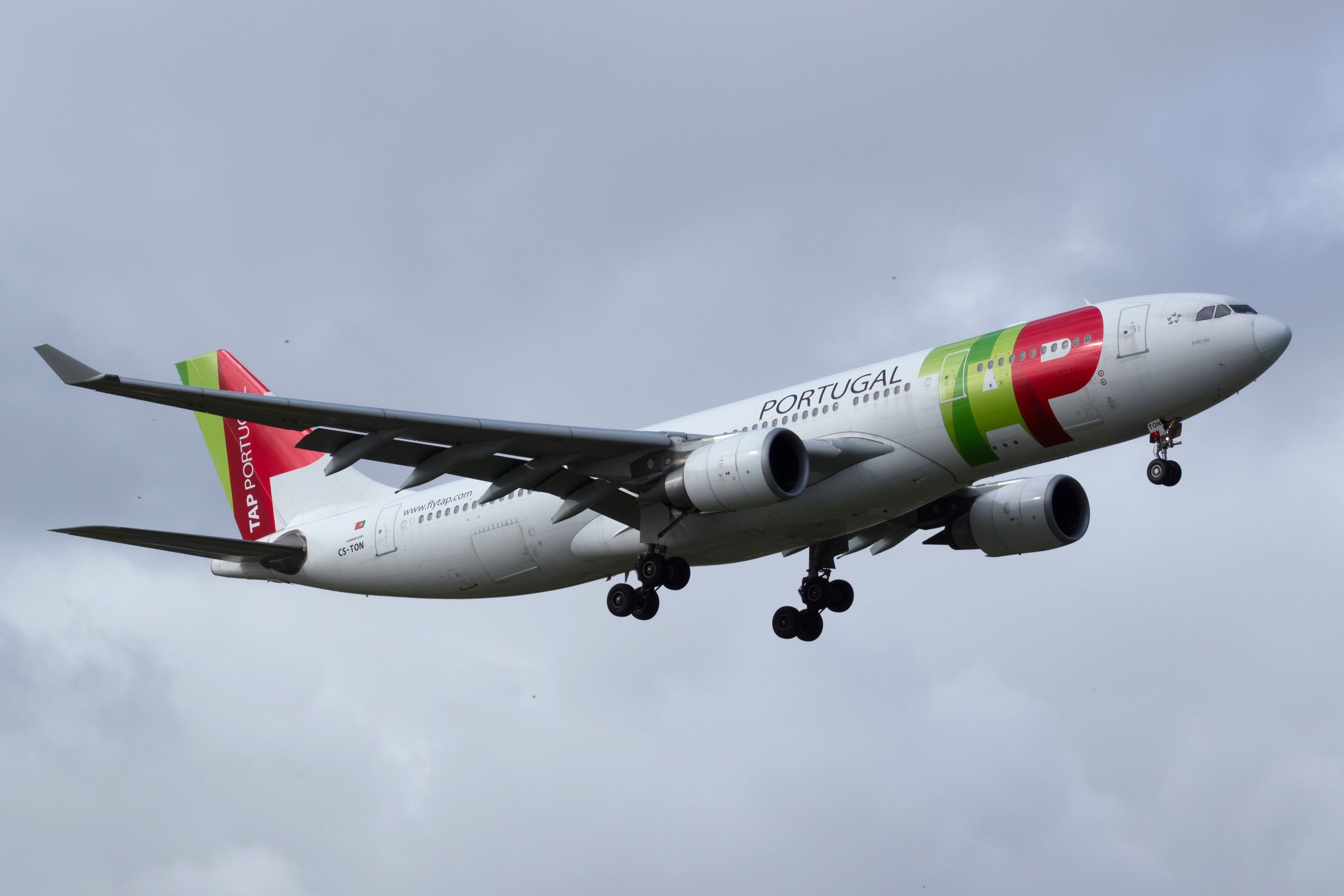
エアバスA330-200
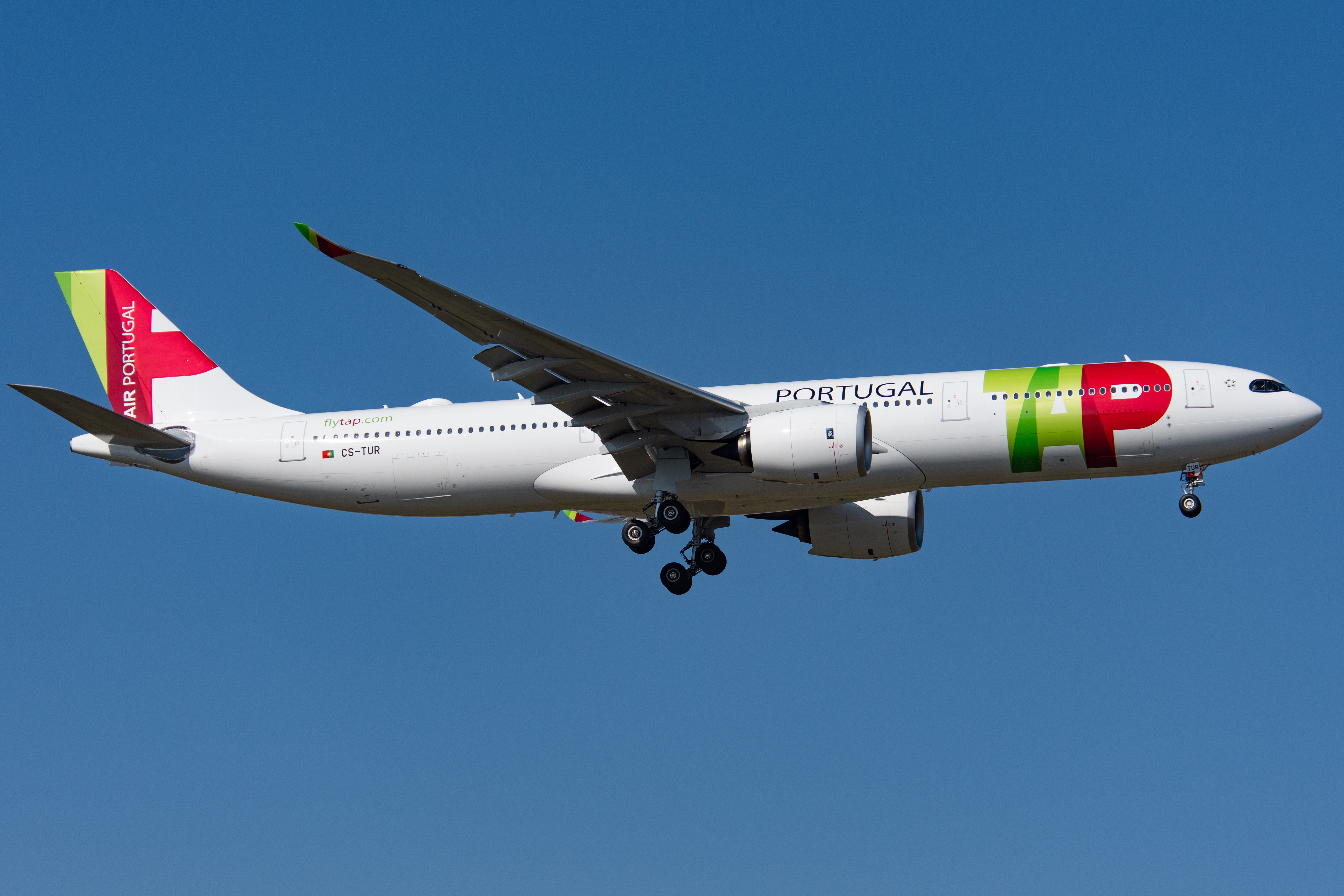
エアバスA330-900
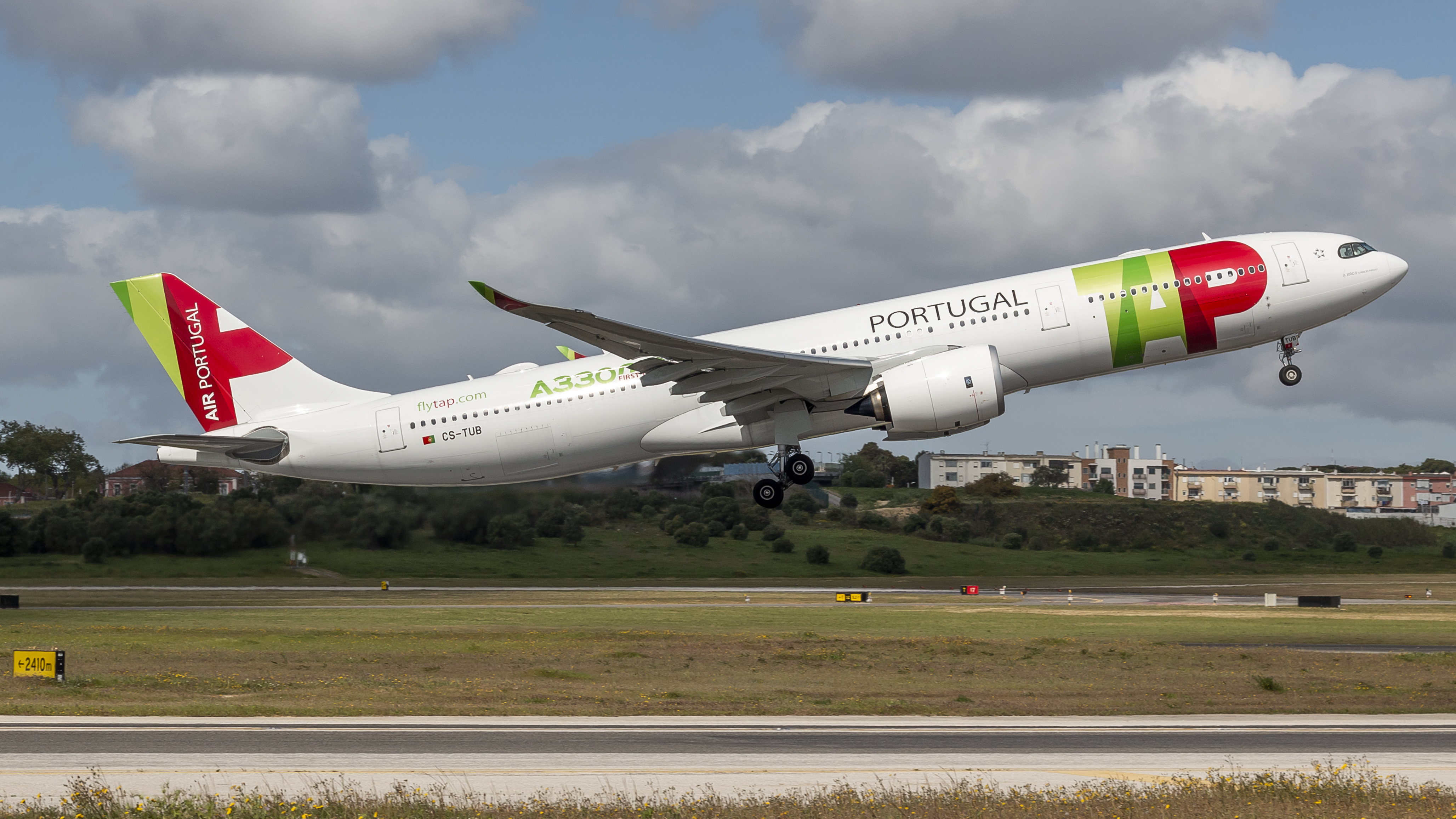
エアバスA330-900（A330neo初飛行ステッカー付）
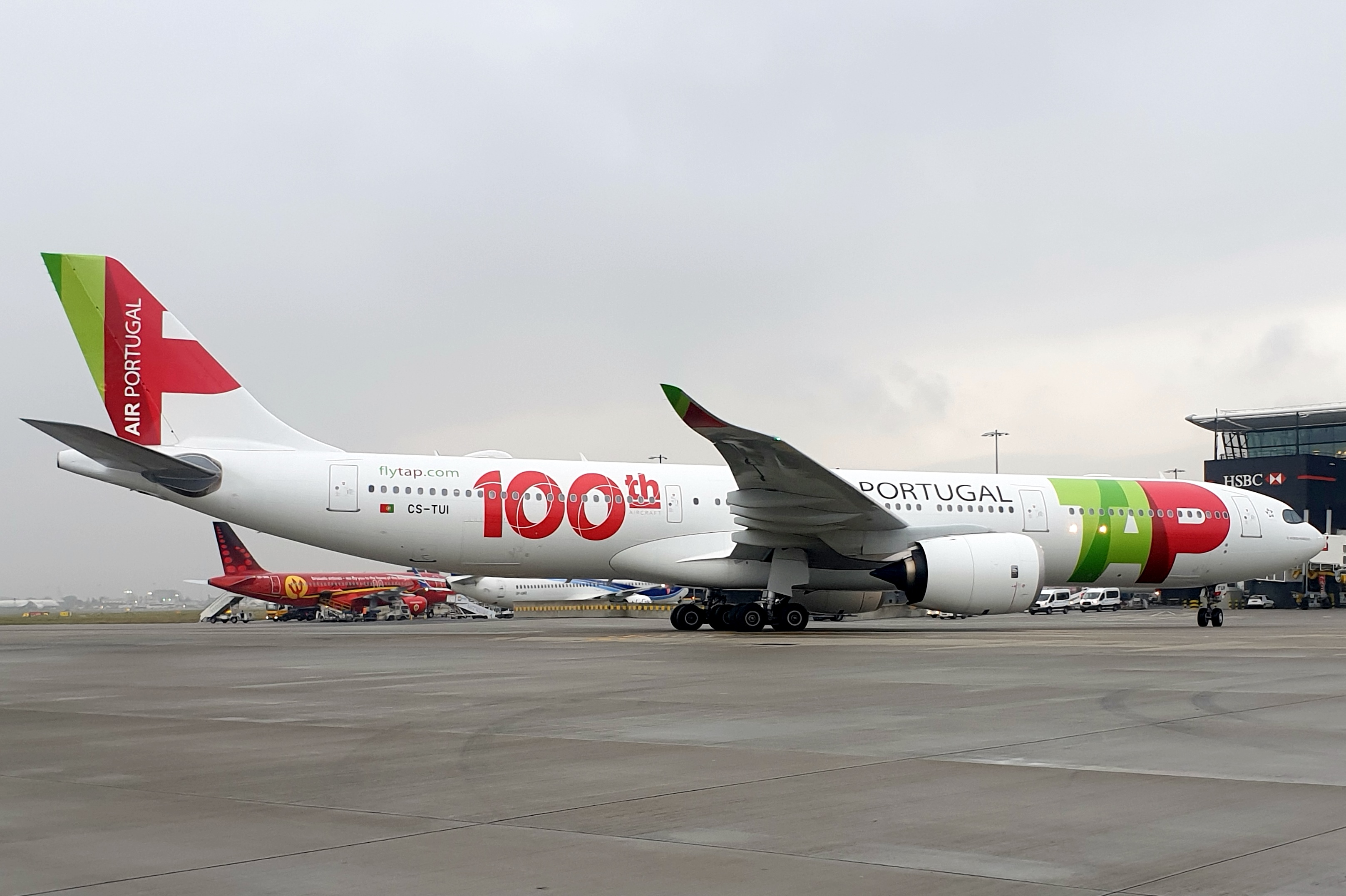
エアバスA330-900（保有数100機目記念ステッカー付）

### 過去の保有機材
- エアバスA310-300
- エアバスA330-300
- エアバスA340-300
- ボーイング707-320B
- ボーイング727-100/200
- ボーイング737-200
- ボーイング737-300
- ボーイング747-200
- デ・ハビランド・カナダ DHC-6
- ダグラス DC-3
- ダグラス DC-4
- ロッキード L-1011 トライスター
- ロッキード L-1049 スーパーコンステレーション
- シュド・カラベル

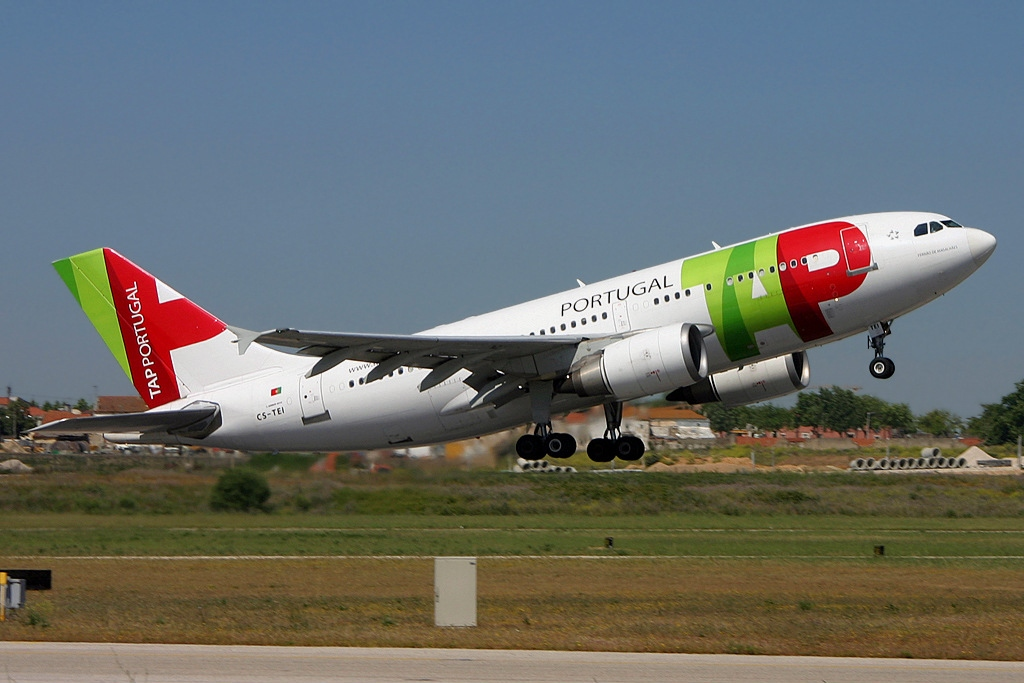
エアバスA310-300
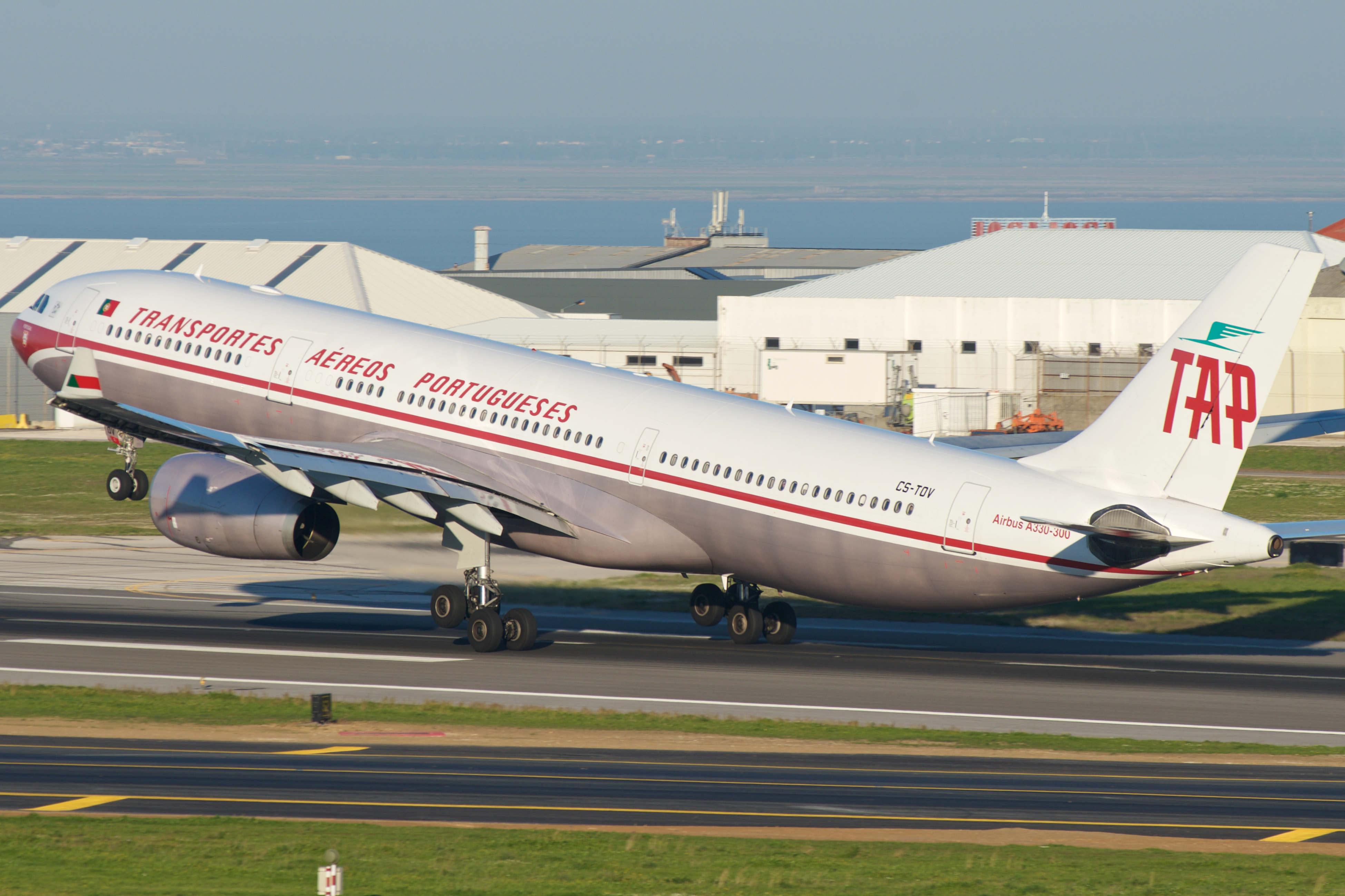
エアバスA330-300（レトロ塗装）
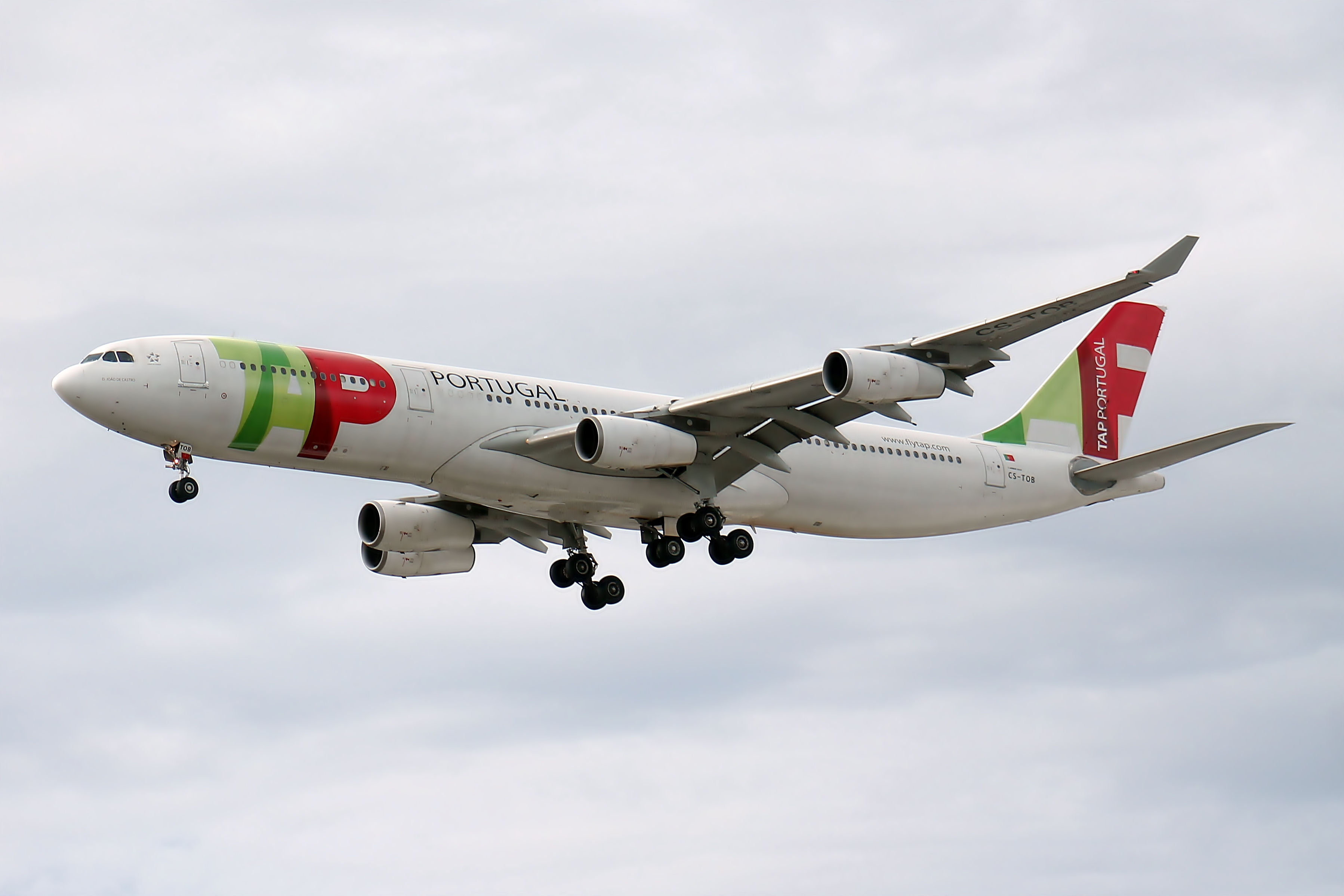
エアバスA340-300
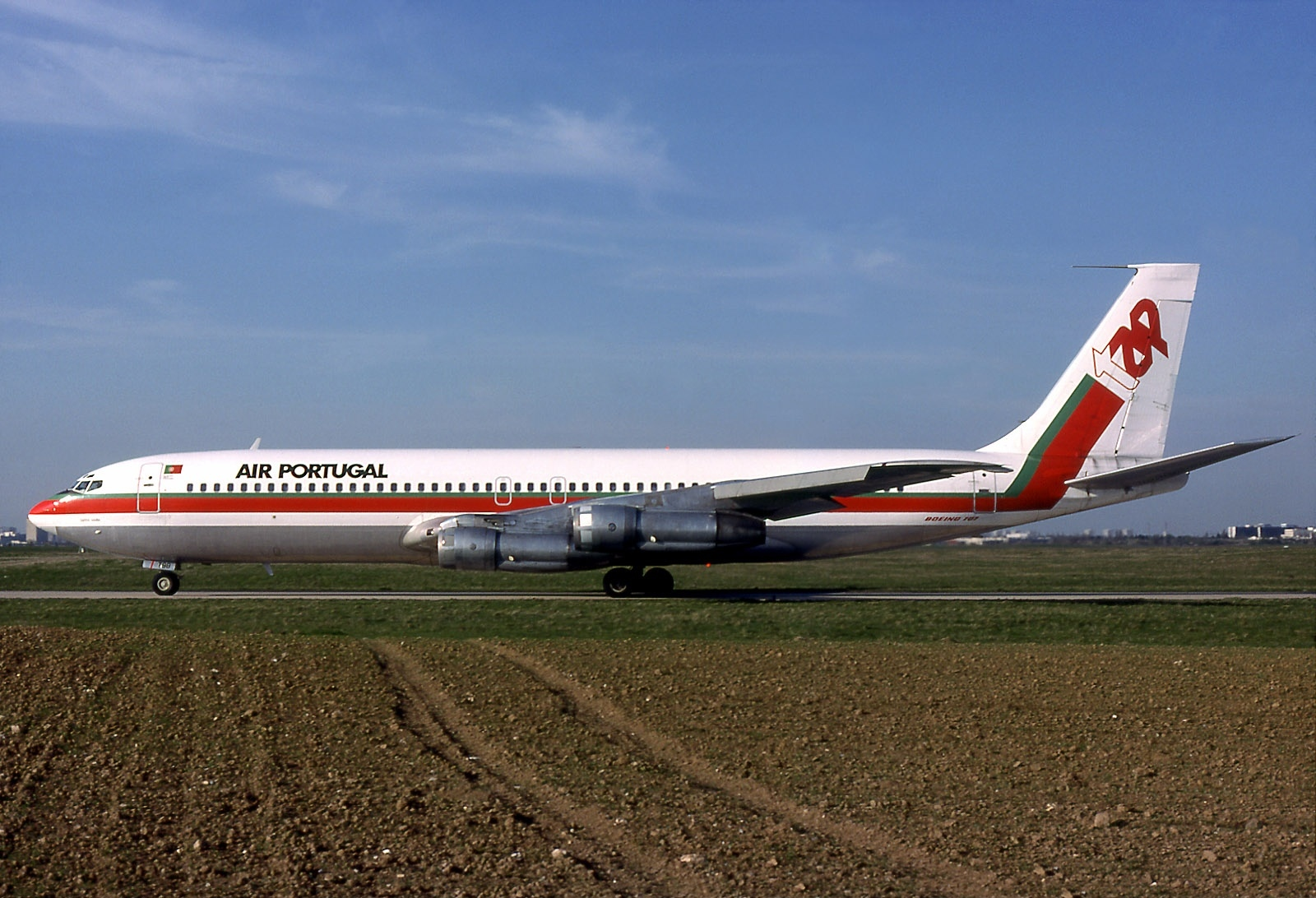
ボーイング707-320B
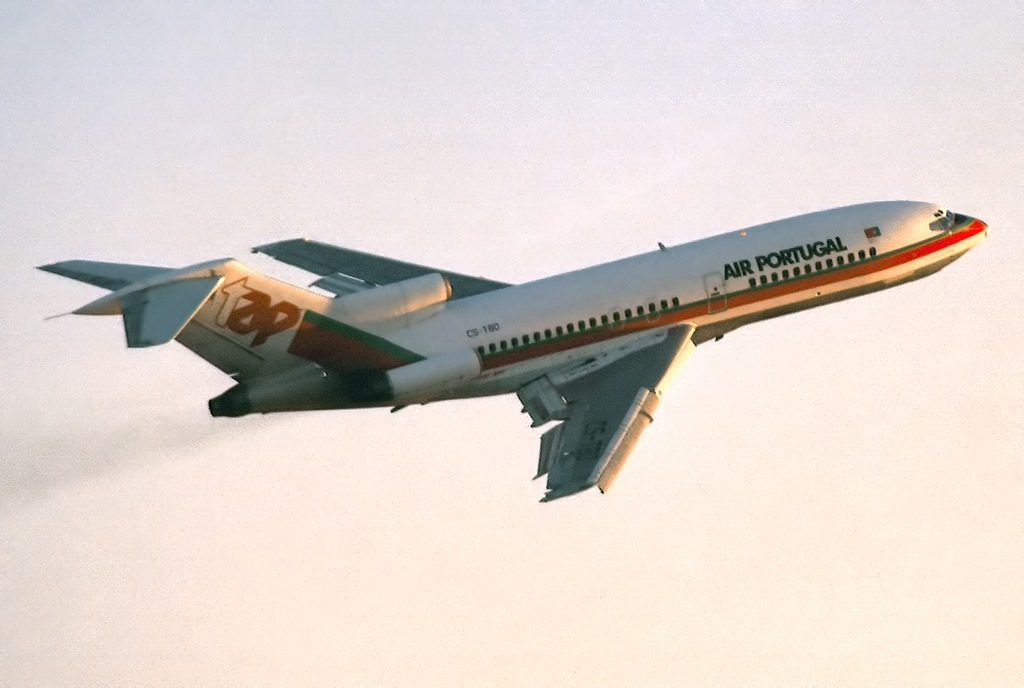
ボーイング727-100
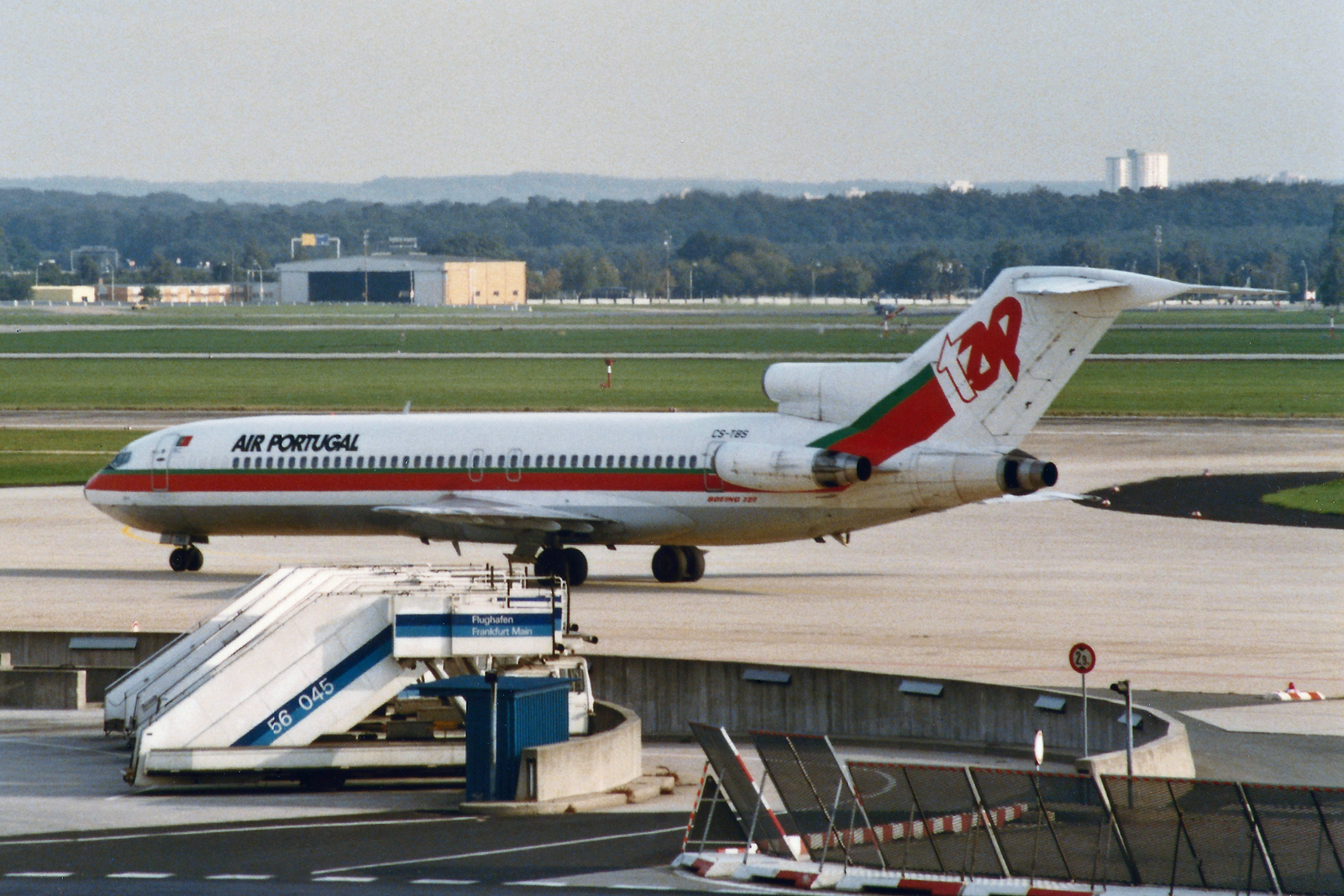
ボーイング727-200adv
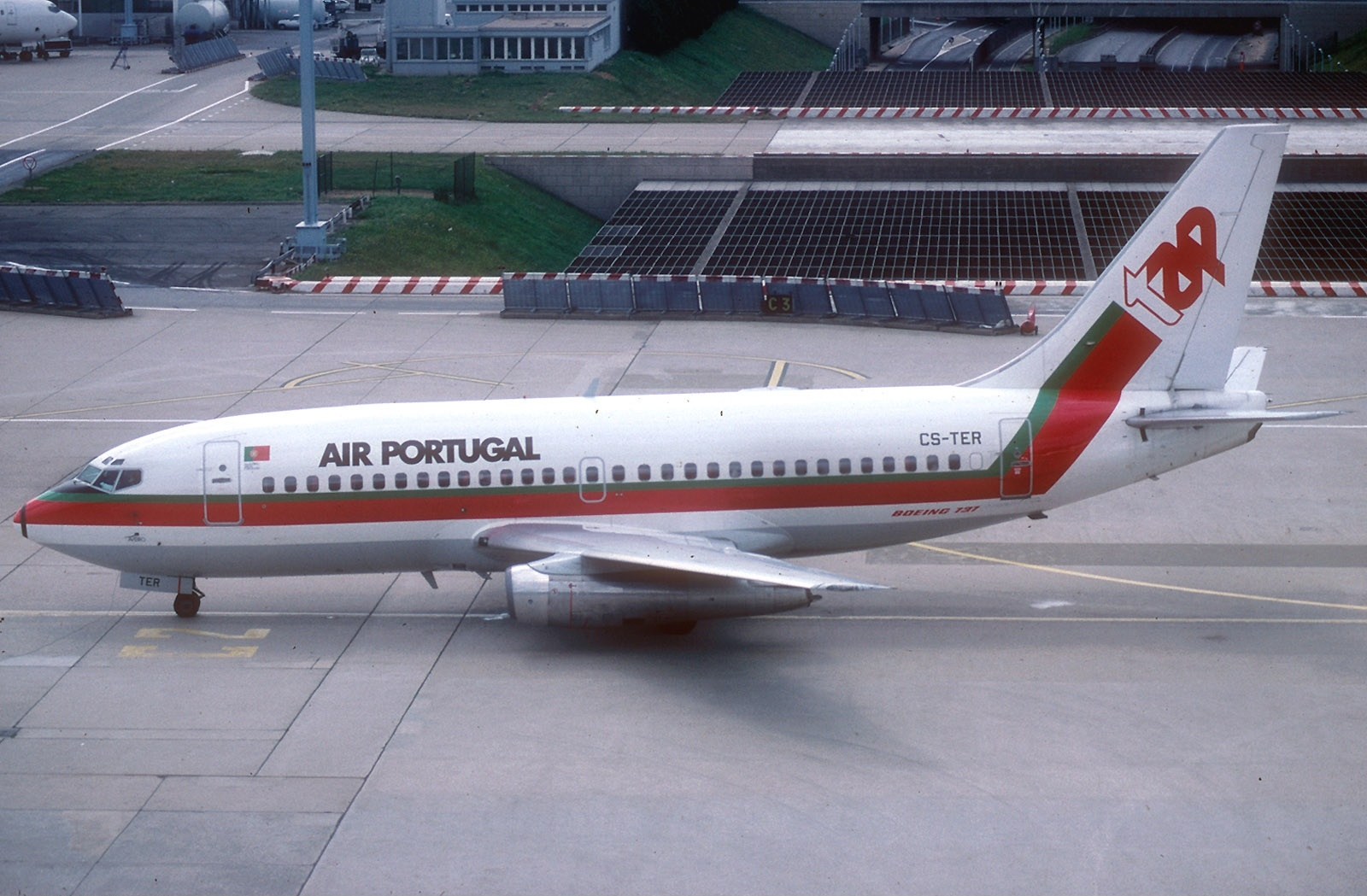
ボーイング737-200adv
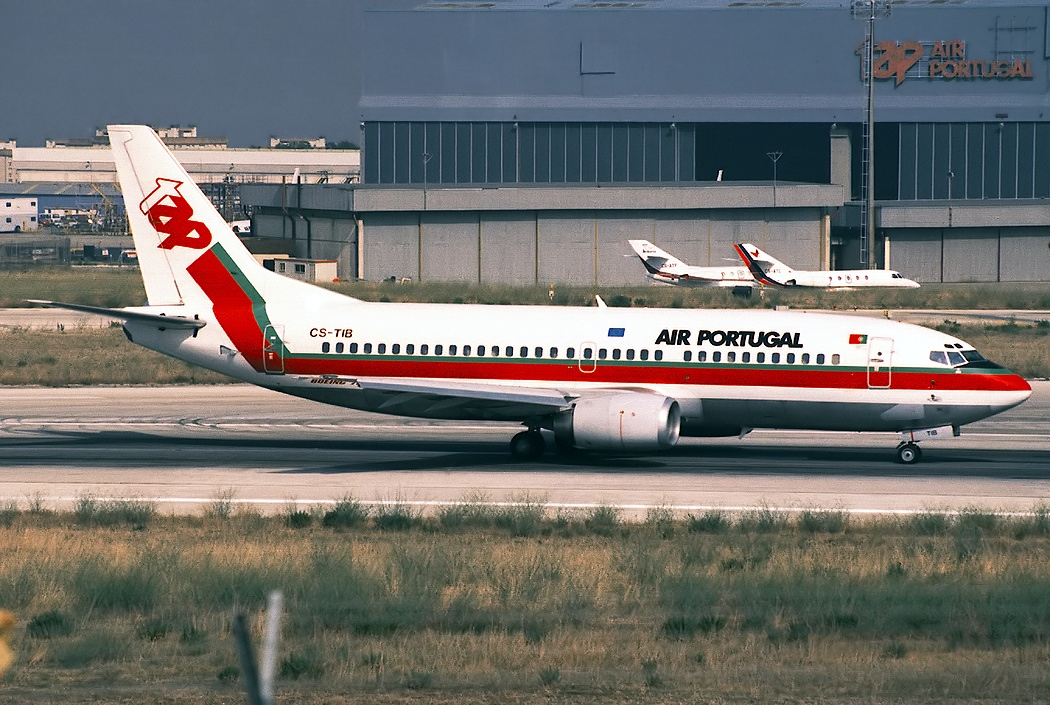
ボーイング737-300
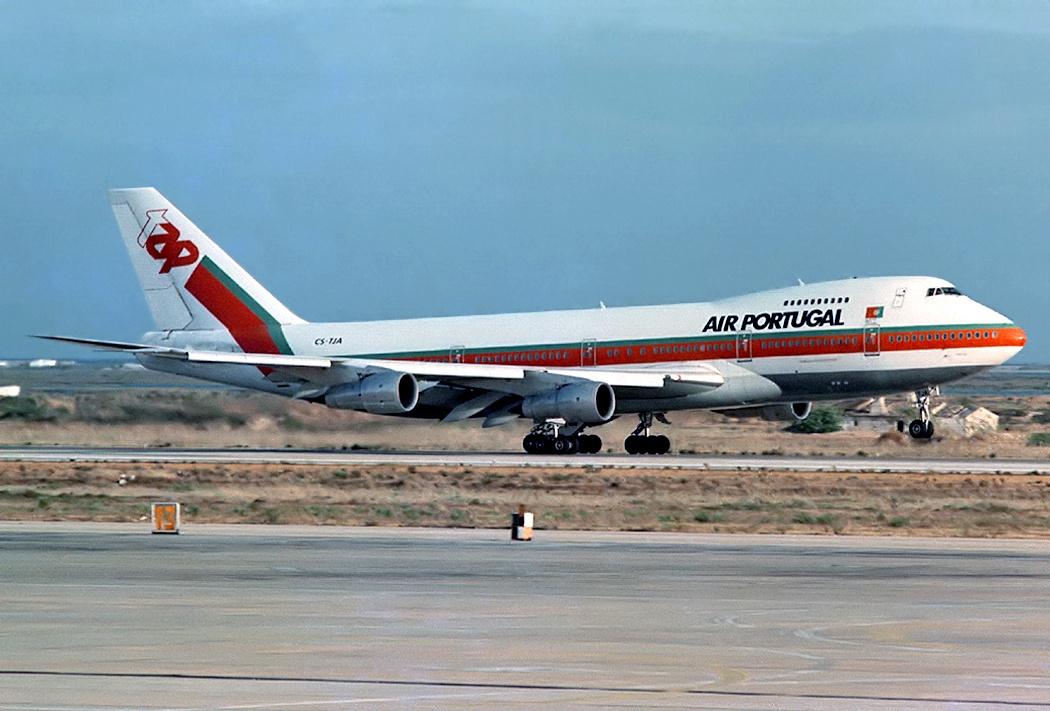
ボーイング747-200B
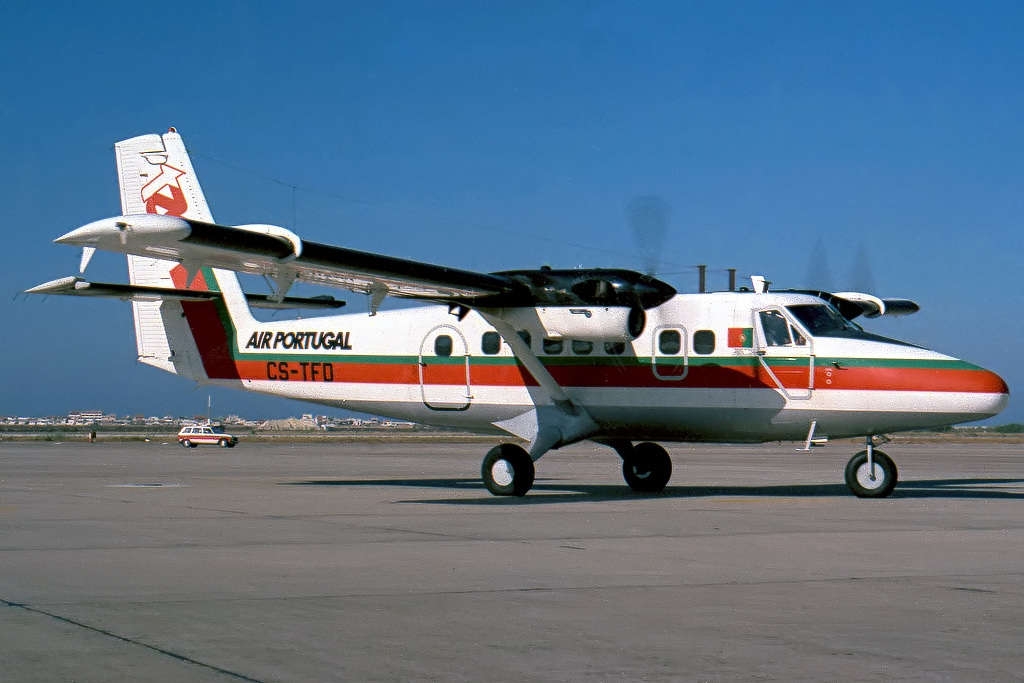
デ・ハビランド・カナダ DHC-6
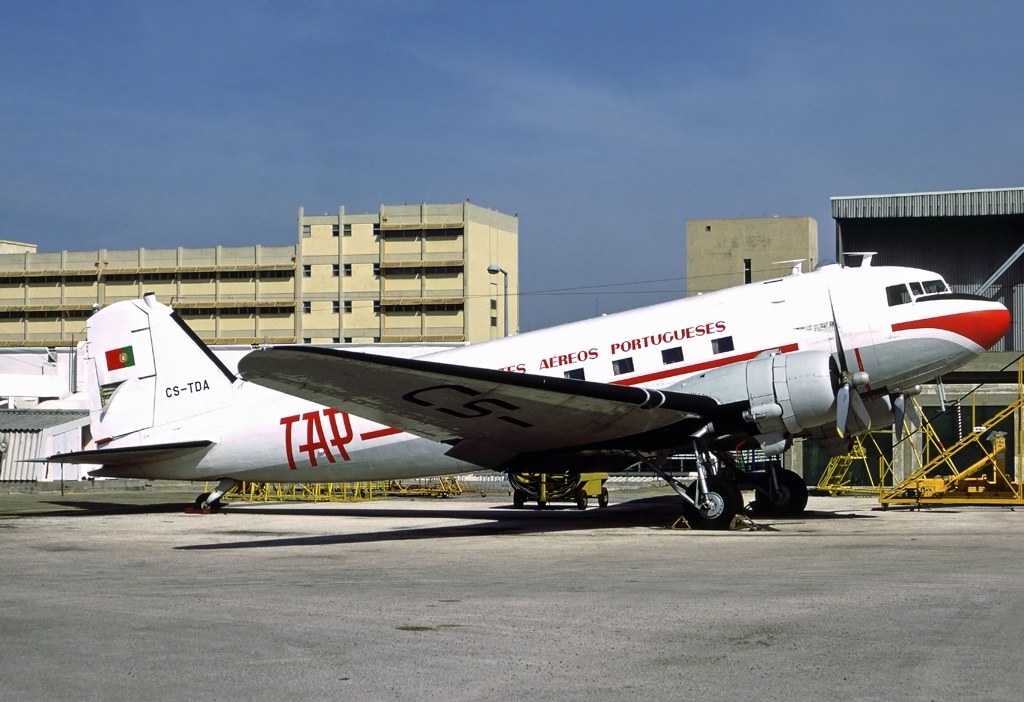
ダグラス DC-3
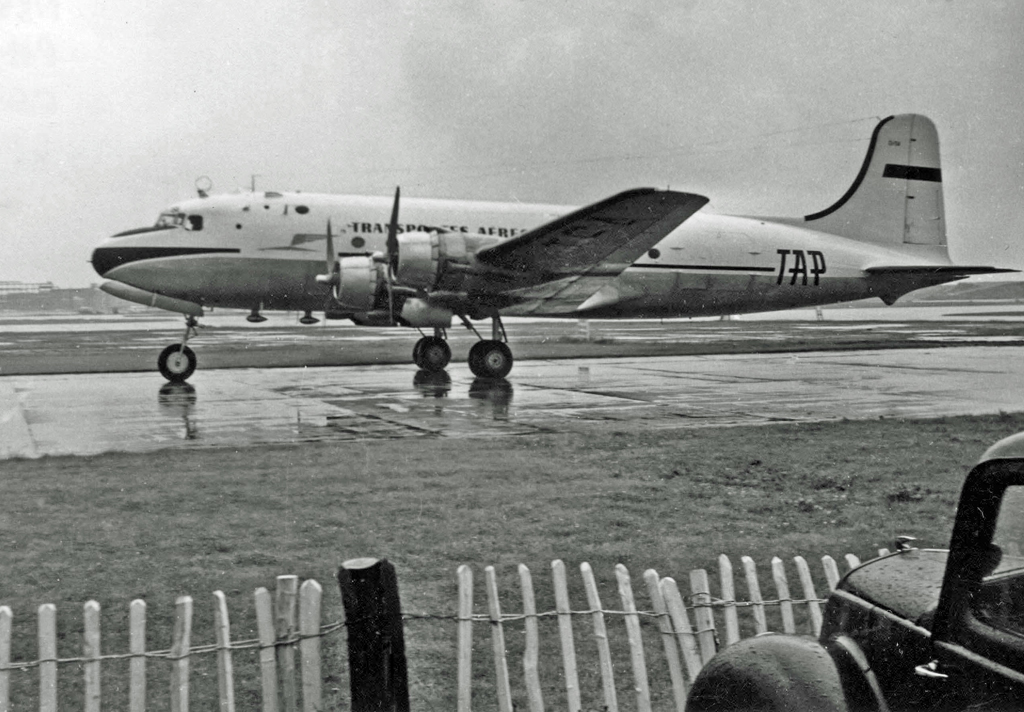
ダグラス DC-4
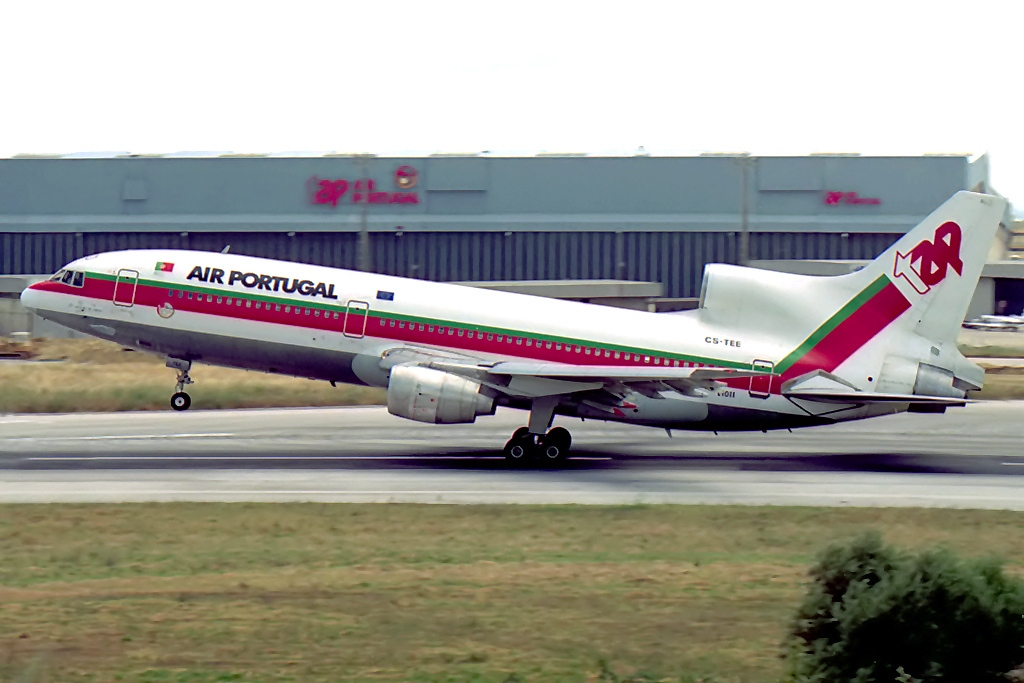
ロッキード L-1011-500 トライスター
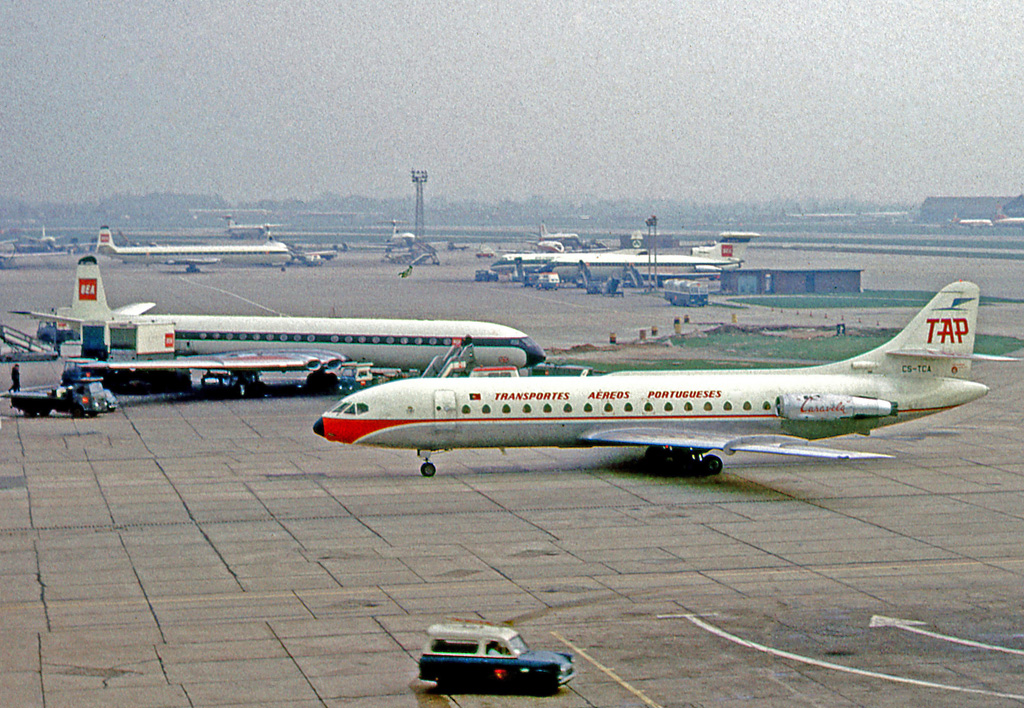
シュド・カラベル